# M'bira

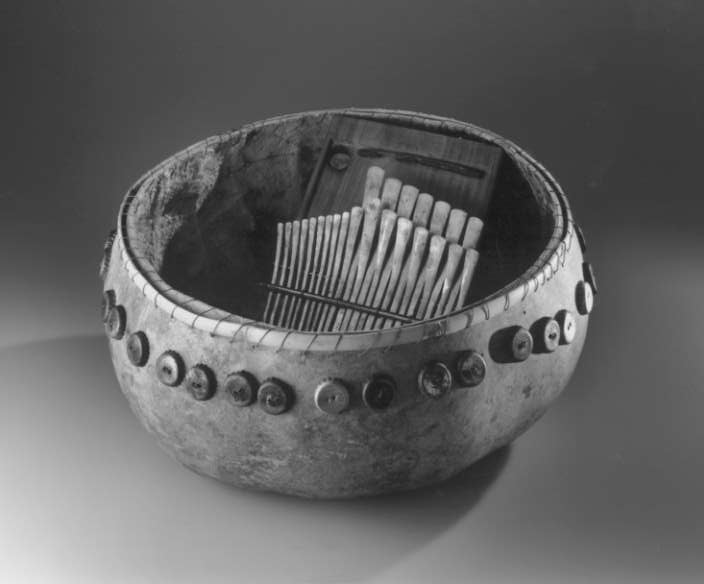
Mbira Dzavadzimu

La m'bira, in lingue locali anche mbila, mbira huru, mbira njari, è uno strumento appartenente alla famiglia di idiofono tipico dell'Africa sud-orientale, conosciuto in Occidente anche come sanza. Il termine sanza indica una famiglia di idiofoni presenti praticamente in tutta l'Africa nera il cui principio di base è quello della vibrazione di lamelle metalliche posizionate su una tavoletta di legno, con o senza cassa di risonanza. Le lamelle vengono fissate in modo tale da vibrare con una semplice pressione dei pollici. La kalimba è una variante della m'bira, e costituisce un altro tipo di strumento.

## Descrizione
La m'bira è costituita da una sorta di tastiera in metallo o in legno accordata generalmente su una gamma pentatonica e da un risuonatore che può essere costruito da oggetti di vario tipo (calebasse, bottiglie, oggetti sferici di vari materiali). 
I tasti sono delle vere e proprie lamelle in metallo o più raramente in bambù che si suonano con i due pollici.

## Tradizione
In molte tradizioni culturali dell'Africa sub-sahariana, questo strumento è spesso utilizzato dai griot.
Secondo la mitologia bantu, la m'bira era presente sin dai tempi della creazione del mondo, infatti ogni lamella rappresenta una fase della creazione.

### La m'bira presso gli Shona dello Zimbabwe
La m'bira è uno degli strumenti tipici soprattutto della tradizione musicale dello Zimbabwe,non a caso Harare è un punto di riferimento per la musica dell'Africa australe. In particolare, la m'bira è molto diffusa tra gli Shona. Tra le comunità Shona il suono della m'bira era tradizionalmente associato ai riti di contatto con gli antenati: la parola stessa deriva da una cerimonia religiosa detta bira. Un buon suonatore di m'bira è considerato come una sorta di eletto, un individuo protetto dagli spiriti ancestrali. Di questo strumento si conoscono versioni in cui la cassa di risonanza è costituita (evidentemente per scopi magici) da teschi di animali. La m'bira viene generalmente utilizzata durante le cerimonie ufficiali.
Questo strumento presenta diverse varianti: la M'bira Matepe, diffusa nel Manicaland, con tasti lunghi e sottili in numero di 29 o 34; la M'bira Njari, a 34 tasti, presente nell'area di Masvingo; la M'bira Dzavadzimu, con i tasti disposti su due file, diffusa nelle regioni ad est; la M'bira Nhare, con i larghi tasti, che presenta un foro nella cassa di risonanza per il mignolo della mano destra (diffuso tra le comunità del Mashonaland); la M'bira Dzva Tonga, molto più piccola, con 8/14 tasti, montati su una piccola cassa di legno sagomata, in uso presso i Tonga; la M'bira Karimba, con un numero variabile di tasti, tra 8 e 20, utilizzata direttamente su una zucca, forata alla sommità, che funge da naturale cassa di risonanza e la M'bira Nyunga Nyunga.
La musica tradizionale Shona risulta molto rappresentativa delle potenzialità di questo strumento. Il musicista di m'bira è spesso anche abile cantante che si esibisce seguendo modelli melodici adatti alle possibilità sonore del lamellofono, con testi brevi che si ripetono e fraseggi in improvvisazione. Questi performer si esibiscono anche insieme, accompagnati da un altro cantante che si esibisce con un altro strumento, l'hosho e risponde alle provocazioni lanciate dai cantanti/musicisti nelle fasi di improvvisazione.

## Riferimenti culturali
La musica m'bira dello Zimbabwe è stata l'oggetto del film-documentario "M'bira Music- Spirit of the People" (1990) diretto da Simon Bright e co-prodotto dalla regista di origine inglese Ingrid Sinclair.

## Il moderno Array mbira
Esiste una riprogettazione moderna della mbira africana che prende il nome di Array mbira.